# 邱吉爾火山

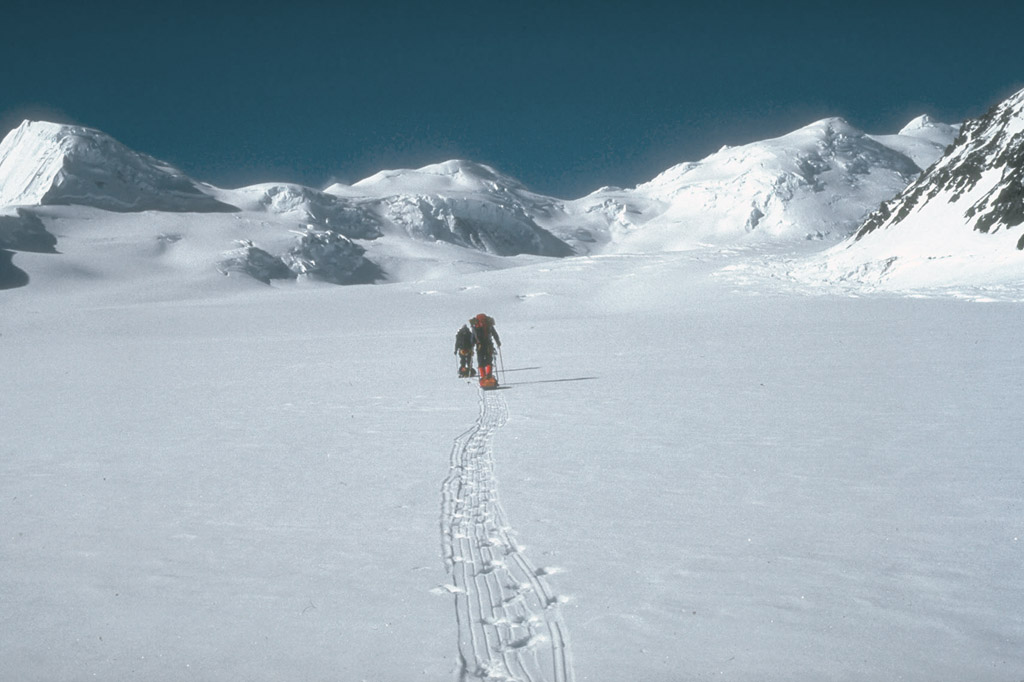

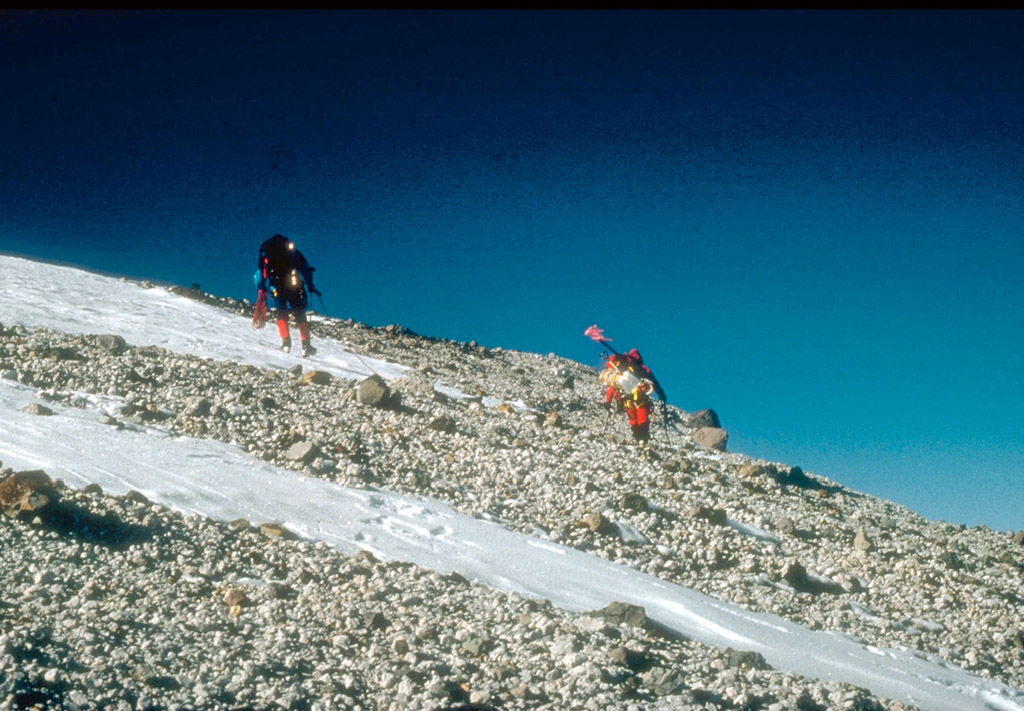

邱吉爾火山是美國的火山，由阿拉斯加州負責管轄，距離博納火山約2公里，海拔高度4,766米，最近一次火山噴發在公元前1900年發生。

## 外部連結
- Mount Churchill on bivouac.com （页面存档备份，存于）